# Josef Gilgenreiner
Josef Gilgenreiner ist Kontrabassist.

## Leben
Josef Gilgenreiner studierte Kontrabass bei Josef Niederhammer an der Universität für Musik und darstellende Kunst Wien. Schon während des Studiums war er Substitut im Radio-Sinfonie-Orchester Wien (RSO) und im Orchester der Wiener Staatsoper/Wiener Philharmoniker. Als Solobassist trat er im Schleswig-Holstein-Festival-Orchester und im Gustav-Mahler-Jugendorchester auf. 1996 war er im von Claudio Abbado gegründeten Mahler Chamber Orchestra Solobassist. Seither hat er unter anderem beim Symphonieorchester des Bayerischen Rundfunks, dem Tonhalle-Orchester Zürich, dem Orchester der Oper Zürich, dem Luzerner Sinfonieorchester, dem Zürcher Kammerorchester und anderen gespielt. In den letzten Jahren trat er regelmäßig im Bayerischen Staatsorchester München als stellvertretender Solobassist und als Solobassist auf.
Josef Gilgenreiners Engagements führten ihn zu einer Vielzahl von Festivals, darunter zum Rheingau Musik Festival, zu den Salzkammergut Festwochen Gmunden, zum Festival de Musique de Menton, zum Festival St. Gallen Steiermark, zur Lenzburgiade und zur Kyburgiade. Dabei spielte er mit Musikern wie Nicolas Altstaedt, Christian Altenburger, Fazıl Say, Daniel Schnyder, Paul Meyer und Formationen wie dem Minetti Quartett, dem Amar Quartett, der Ars Amata und vielen anderen. Eine enge Zusammenarbeit verbindet ihn mit dem international renommierten Carmina Quartett.
Josef Gilgenreiner war Dozent im European Union Youth Orchestra (EUYO), beim Wiener Jeunesse Orchester und beim Aargauer Jugend Symphonieorchester. Außerdem coacht er die Kontrabassgruppe der Neuen Philharmonie München und des Hochschulorchesters der Zürcher Hochschule (ZHdK). Er unterrichtet regelmäßig Studenten der Klasse von Prof. Josef Niederhammer in Wien. Seit 2014 ist er Kontrabassdozent (Hauptfach) an der Kalaidos Musikhochschule Zürich. An der Universität für Musik und darstellende Kunst Wien hielt er mehrere Meisterkurse für Kontrabass ab, ebenfalls gibt er Kurse an der Klassiktage Akademie in Bad Kohlgrub.
Gilgenreiner ist Kontrabassist (Stellvertreter, erstes Pult) im Musikkollegium Winterthur. Seit 2015/16 ist er zudem Solobassist im Le Concert Olympique in Belgien.
Er ist künstlerischer Leiter der Klassiktage Ammergauer Alpen. Außerdem war er Initiator und künstlerischer Leiter der Kammermusikreihe „Serenata Oberammergau“. In seinem eigenen Verlag (Gilgenreiner Verlag) für Musiknoten verlegt er Neukompositionen und Kontrabassliteratur.